# Arcidiocesi di Santiago del Estero
L'arcidiocesi di Santiago del Estero (in latino Archidioecesis Sancti Iacobi de Estero) è una sede della Chiesa cattolica in Argentina suffraganea dell'arcidiocesi di Tucumán. Nel 2023 contava 784.329 battezzati su 871.477 abitanti. È retta dall'arcivescovo cardinale Vicente Bokalic Iglic, C.M.

## Territorio
L'arcidiocesi comprende venti dipartimenti della provincia di Santiago del Estero: Aguirre, Atamisqui, Avellaneda, Banda, Capital, Choya, Guasayán, Jiménez, Loreto, Mitre, Ojo de Agua, Pellegrini, Quebrachos, Río Hondo, Rivadavia, Robles, Salavina, San Martín, Sarmiento e Silípica, nonché la zona del dipartimento di Figueroa a ovest del río Salado.
Sede arcivescovile è la città di Santiago del Estero, dove si trova la cattedrale di Nostra Signora del Carmine.
Il territorio si estende su 72.273 km² ed è suddiviso in 45 parrocchie.

## Storia
La prima diocesi con sede a Santiago del Estero fu la diocesi di Tucumán, eretta il 14 maggio 1570 con la bolla Super specula militantis Ecclesiae di papa Pio V, ricavandone il territorio dalla diocesi di Santiago del Cile (oggi arcidiocesi). Originariamente suffraganea dell'arcidiocesi di Lima, il 20 luglio 1609 entrò a far parte della provincia ecclesiastica dell'arcidiocesi di La Plata o Charcas (oggi arcidiocesi di Sucre). Questa diocesi è la più antica nel territorio argentino. Il 28 novembre 1697 la sede fu traslata ufficialmente a Córdoba, benché il vescovo già da diversi anni vi risiedesse stabilmente a causa della decadenza di Santiago del Estero. Tale diocesi esiste tuttora con il nome di arcidiocesi di Córdoba.
La presente diocesi di Santiago del Estero invece è stata eretta il 25 marzo 1907 con il decreto Ea est in quibusdam della Congregazione Concistoriale, ricavandone il territorio dalla diocesi di Tucumán (oggi arcidiocesi).
Originariamente suffraganea dell'arcidiocesi di Buenos Aires, il 20 aprile 1934 entrò a far parte della provincia ecclesiastica di Paraná e l'11 febbraio 1957 di quella di Tucumán.
Il 10 aprile 1961 ha ceduto una porzione del suo territorio a vantaggio dell'erezione della diocesi di Añatuya.
Il 21 luglio 2024 è stata elevata al rango di arcidiocesi e sede primaziale con la bolla In universali caritatis di papa Francesco.

## Cronotassi dei vescovi
Si omettono i periodi di sede vacante non superiori ai 2 anni o non storicamente accertati.
- Juan Martín Yáñez (Janiz) y Paz † (7 febbraio 1910 - 6 aprile 1926 deceduto)
- Audino Rodríguez y Olmos † (7 luglio 1927 - 3 novembre 1939 nominato arcivescovo di San Juan de Cuyo)
- José Weimann, C.SS.R. † (1º agosto 1940 - 31 marzo 1961 deceduto)
- Manuel Tato † (11 luglio 1961 - 12 agosto 1980 deceduto)
- Manuel Guirao † (20 gennaio 1981 - 23 novembre 1994 ritirato)
- Gerardo Eusebio Sueldo † (23 novembre 1994 succeduto - 4 settembre 1998 deceduto)
- Juan Carlos Maccarone † (18 febbraio 1999 - 19 agosto 2005 dimesso)
- Francisco Polti Santillán (17 maggio 2006 - 23 dicembre 2013 ritirato)
- Vicente Bokalic Iglic, C.M., dal 23 dicembre 2013

## Statistiche
La diocesi nel 2024 su una popolazione di 871.477 persone contava 784.329 battezzati, corrispondenti al 90,0% del totale.
| anno | popolazione | popolazione | popolazione | presbiteri | presbiteri | presbiteri | presbiteri                | diaconi | religiosi | religiosi | parrocchie |
| anno | battezzati  | totale      | %           | numero     | secolari   | regolari   | battezzati per presbitero | diaconi | uomini    | donne     | parrocchie |
| ---- | ----------- | ----------- | ----------- | ---------- | ---------- | ---------- | ------------------------- | ------- | --------- | --------- | ---------- |
| 1950 | 655.000     | 685.712     | 95,5        | 50         | 37         | 13         | 13.100                    |         | 23        | 42        | 27         |
| 1966 | 440.000     | 460.000     | 95,7        | 48         | 29         | 19         | 9.166                     |         | 26        | 52        | 26         |
| 1970 | 460.000     | 500.000     | 92,0        | 55         | 39         | 16         | 8.363                     |         | 18        | 48        | 30         |
| 1976 | 370.355     | 402.560     | 92,0        | 54         | 35         | 19         | 6.858                     |         | 26        | 65        | 31         |
| 1980 | 414.000     | 450.000     | 92,0        | 55         | 39         | 16         | 7.527                     |         | 21        | 83        | 32         |
| 1990 | 570.000     | 622.000     | 91,6        | 61         | 44         | 17         | 9.344                     | 1       | 21        | 80        | 37         |
| 1999 | 643.000     | 687.000     | 93,6        | 60         | 42         | 18         | 10.716                    | 15      | 21        | 92        | 42         |
| 2000 | 510.000     | 572.000     | 89,2        | 58         | 39         | 19         | 8.793                     | 14      | 21        | 100       | 42         |
| 2001 | 514.100     | 571.234     | 90,0        | 58         | 40         | 18         | 8.863                     | 15      | 21        | 82        | 42         |
| 2002 | 586.000     | 651.241     | 90,0        | 59         | 39         | 20         | 9.932                     | 15      | 23        | 82        | 43         |
| 2003 | 586.117     | 651.241     | 90,0        | 61         | 41         | 20         | 9.608                     | 16      | 23        | 80        | 43         |
| 2004 | 586.117     | 651.241     | 90,0        | 59         | 40         | 19         | 9.934                     | 16      | 23        | 80        | 43         |
| 2010 | 605.000     | 686.000     | 88,2        | 69         | 50         | 19         | 8.768                     | 14      | 22        | 47        | 44         |
| 2014 | 647.280     | 719.200     | 90,0        | 67         | 45         | 22         | 9.660                     | 11      | 25        | 49        | 45         |
| 2017 | 679.404     | 754.893     | 90,0        | 62         | 39         | 23         | 10.958                    | 11      | 24        | 42        | 45         |
| 2020 | 714.441     | 793.824     | 90,0        | 59         | 38         | 21         | 12.109                    | 15      | 25        | 50        | 45         |
| 2022 | 728.824     | 809.804     | 90,0        | 53         | 38         | 15         | 13.751                    | 13      | 20        | 53        | 45         |
| 2023 | 784.329     | 871.477     | 90,0        | 56         | 38         | 18         | 14.005                    | 13      | 24        | 53        | 45         |